# Ävjelöpare
Ävjelöpare (Agonum micans) är en skalbaggsart som beskrevs av Nicolai 1822. Ävjelöpare ingår i släktet Agonum, och familjen jordlöpare. Arten är reproducerande i Sverige.

## Bildgalleri

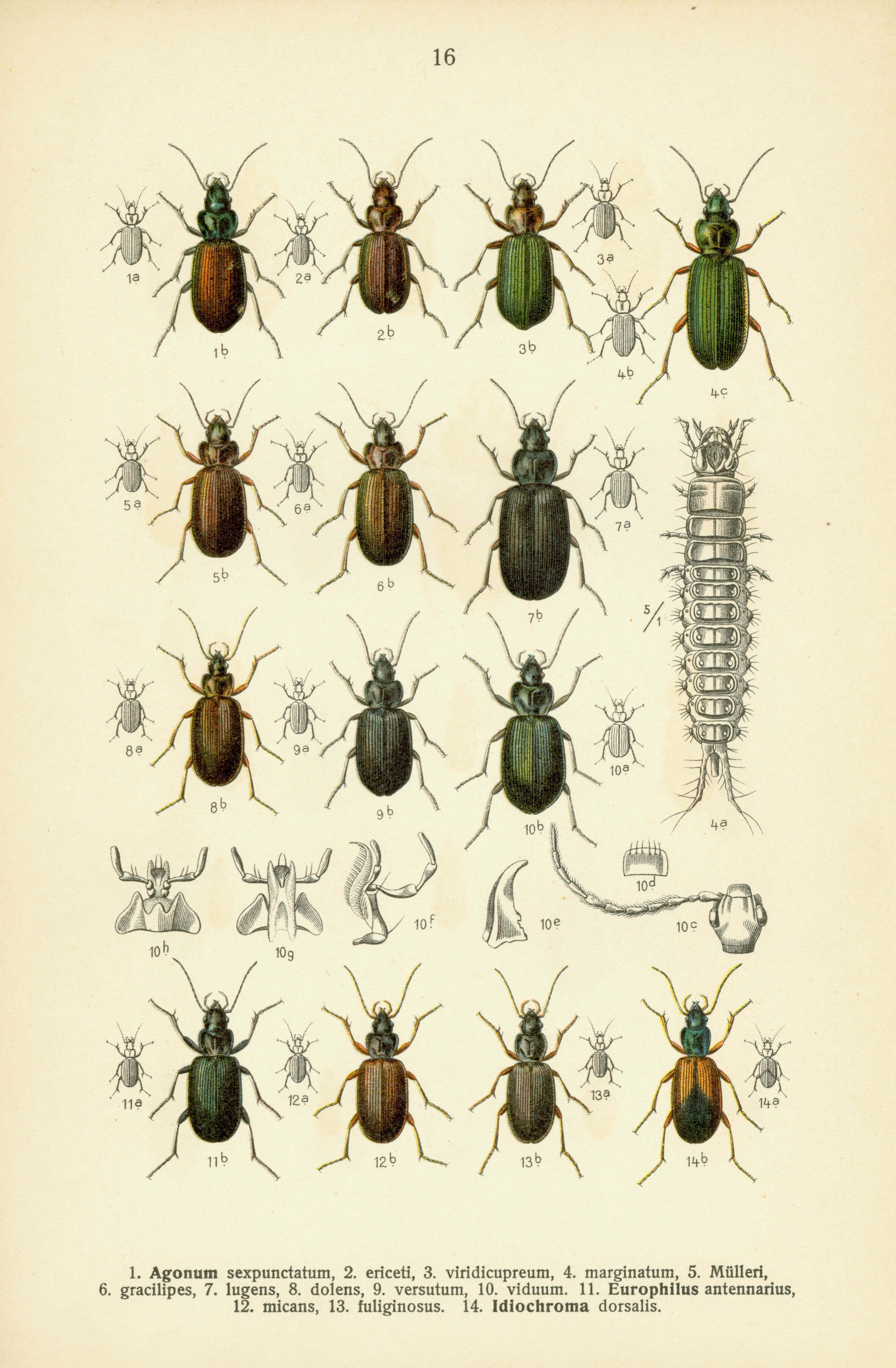